# Морозова, Людмила Евгеньевна
Людми́ла Евге́ньевна Моро́зова (3 августа 1947, Москва — 22 февраля 2023, Мытищи, Московская область) — советский и российский историк, специалистка по истории XIV—XVII веков. Доктор исторических наук, ведущий научный сотрудник Института российской истории РАН.

## Биография
Родилась в Ленинграде. Её мать Елена Владимировна Алмазова была газетным журналистом и дочери с детства пришлось познать свойственную этой профессии кочевую жизнь по различным уголкам Советского Союза. Среднюю школу она окончила в 1965 г. в Ашхабаде и в том же году поступила на исторический факультет Московского университета им. М.В. Ломоносова. Здесь она специализировалась на кафедре источниковедения. В 1966 г. кафедру источниковедения возглавил только что защитивший докторскую диссертацию будущий академик И.Д. Ковальченко. На рубеже 1960-х – 1970-х годов он организовал при кафедре группу по применению количественных методов и ЭВМ в исторических исследованиях.
В 1968 г. она вышла замуж за своего первого мужа Владимира Ильича Морозова, на тот момент редактора многотиражной газеты «Электрик» на заводе в Долгопрудном.
После окончания университета в 1970 г. была по распределению направлена в Архив МГУ на должность инспектора-методиста, а в июле 1972 г. была зачислена младшим научным сотрудником в лабораторию математических методов исследования исторических источников Института истории СССР АН СССР (ныне Институт российской истории РАН), с которым была связана на протяжении последующих 50 лет.
В 1978 году защитила в МГУ кандидатскую диссертацию «Вопросы разработки методики применения количественных методов при определении авторства древнерусских публицистических памятников XVI века», в 2001 году — докторскую диссертацию «Смутное время начала XVII века в сочинениях русских современников».
Соавтор одной из статей А. Т. Фоменко (Фоменко А. Т., Морозова Л.Е. Некоторые вопросы статистической обработки источников с погодным изложением // Математика в изучении средневековых повествовательных источников. М., 1986. C. 107—129). Один из рецензентов «Истории Российского государства» Бориса Акунина. Консультировала Владимира Мединского при написании исторического романа «Стена», которому дала высокую оценку: «В отличие от других литераторов, Мединский как никто внимателен к историческим нюансам. Мне как специалисту по Смутному времени такой подход импонирует. Были учтены все мои замечания». Поддерживала Мединского в ходе полемики вокруг его диссертации на степень доктора исторических наук.
Скончалась 22 февраля 2023 года в Мытищах.

## Критика
Д.и.н. Я. Г. Солодкин в рецензии на книгу «Смута начала XVII века глазами современников» отмечает большое количество фактических ошибок, плохое знание Л. Е. Морозовой историографии Смутного времени, слабые и неубедительные попытки атрибуции письменных памятников.
Д.и.н. А. Л. Хорошкевич говорила о нарушении научной этики со стороны Л. Е. Морозовой, которая принижала значение работ специалиста по Смуте В. Д. Назарова и его школы. Таким образом, Л. Е. Морозова пыталась парировать заслуженную критику диссертации Владимира Мединского, которую детально сформулировали специалисты по XVI—XVII векам к.и.н. А. Н. Лобин и д.и.н. В. В. Пенской вместо детального ответа по существу. Кроме того, А. Л. Хорошкевич указывает на тенденциозную оценку записок иностранцев XVI—XVII вв. и историографии по этим источникам Л. Е. Морозовой.

Д.и.н., профессор Санкт-Петербургского филиала НИУ ВШЭ А. А. Селин в статье «Смутное время в историографии последних лет» резюмирует:
Особняком в историографии Смутного времени стоят работы Л. Е. Морозовой. Её перу принадлежат две монографии (одна научного (Морозова Л. Е. Россия на путях из Смуты. М., 2004), другая научно-популярного характера) о Смутном времени, а также сборник документов о Смуте, уже получивший справедливую оценку в историографии. <…> В трудах Л. Е. Морозовой невооруженным глазом можно выявить прежде всего идеологическую ангажированность (проявляющуюся, к примеру, в некритичном отношении к Новому летописцу, и гиперкритичном — к «Повести о Земском соборе»). Об этом в своей рецензии на данную книгу упоминал В. Н. Козляков (Козляков В. Н. Рец.: Морозова Л. Е. Россия на пути из Смуты: Избрание на царство Михаила Федоровича / Институт российской истории РАН. М.: Наука, 2005. 467 с. 700 экз. //Отечественные архивы. 2006. № 5). Невозможно пройти мимо огромного множества фактических ошибок. Чрезмерно схематичны характеристики бояр из «окружения Бориса Годунова», претендующие на то, чтобы стать формульными: «был бездарным/талантливым полководцем»; «отличался любовью к роскоши». Если развивать этот ряд, то, к примеру, Яков Делагарди был, несомненно, талантливым полководцем и наверняка отличался любовью к роскоши и т. д. Схематичность такого подхода Л. Е. Морозовой к классификации высших должностных лиц Московского государства была показана в работе В. Г. Ананьева, посвящённой личности кн. А. В. Трубецкого. Как показал Ананьев, нет никаких оснований считать, что его «включили в состав правительства, так как он пользовался особым уважением»; князь был последним представителем старшей ветви рода (Ананьев В. Г. Князь Андрей Васильевич Трубецкой: Исторический портрет // Вестник СПбГУ 2006. Сер. 2. Вып. 4. С. 31-35). Важны, впрочем, не эти замечания. Общий смысл книги Л. Е. Морозовой заключается в утверждении именно всенародного избрания царя Михаила Романова. При этом полностью игнорируются не только достижения историографии Смутного времени последних двадцати лет, но и современные тенденции мировой исторической науки.

Не менее поверхностна и научно-популярная монография Л. Е. Морозовой (Морозова Л. Е. Смута на Руси. Выбор пути. М., [2007]). Сложно перечислить все мелкие огрехи и невозможные допущения, приведенные в её тексте. Общий пафос книги заключается, однако, в следовании историографическим тенденциям, заложенным Новым летописцем. Особенностью взгляда исследовательницы на Смуту является идеализация царя Федора Ивановича и его противопоставление Борису Годунову (это проявилось ещё в первой монографии Л. Е. Морозовой о Смутном времени). Подчас эта идеализация принимает гротескные формы. Так, согласно Л. Е. Морозовой, годуновский стиль «…отличали изысканность, вычурность и определённое изящество форм, богатый декор и пышность отделки. Все это свидетельствует о склонности царя к помпезной красоте, шику и роскоши, что опять же существенно отличало его от скромного и умеренного во всех отношениях царя Федора Ивановича». Стремление придать своим идеям популярную форму также граничит у Л. Е. Морозовой с гротеском: так, говоря о передаче вестей в 1611 г., она употребляет слова «послали… поздравительную телеграмму». Легенду об отравлении Михаила Скопина-Шуйского Екатериной, женой князя Дмитрия Шуйского, Л. Е. Морозова не просто пересказывает в утвердительной форме, но и подробно расписывает по ролям, чего источники, понятно, не сообщают.
.

## Научные труды

### Монографии
- Сочинения Зиновия Отенского. М.: ИРИ РАН, 1990.
- Первые Романовы на российском престоле. М.: ИРИ РАН, 1996. (в соавт. с А. А. Преображенским и Н. Ф. Демидовой).
- Смута начала XVII в. в России глазами современников. М.: ИРИ РАН, 2000.
- Россия на пути из Смуты. Избрание на царство Михаила Федоровича. М.: Наука, 2005.
- Великие и неизвестные женщины Древней Руси. М.: Астрель, 2008.
- История России. Смутное время. М: АСТ; Астрель, 2011. 543 с. ISBN 978-5-17-075574-5
- Знатные женщины Средневековой Руси. М.: Аналитик, 2013.

### Научно-популярные книги
- Создатели Московского государства М.: Мосгорархив, 1997. (в соавт. с И. Н. Данилевским).
- Два царя: Федор и Борис: канун Смутного времени. — Русское слово, 2012-01-01. — 413 с. — ISBN 978-5-91218-716-2[9].
- Затворницы. Миф о великих княгинях. М.: АСТ-ПРЕСС, 2002. (в 2003 г. — на эстон. яз.)
- Смута: её герои, участники, жертвы. М.: Астрель, 2004.
- Русские княгини X—XIII вв. Женщины и власть. М.: АСТ-ПРЕСС, 2004.
- Дворцовые тайны. М.: АСТ-ПРЕСС, 2004. (в соавт. с А. В. Демкиным)
- История московского гостеприимства (в соавт.). М.: АЛЬФА-ДОМИНАНТА, 2004.
- Иван Грозный и его жены. М.: ДРОФА-ПЛЮС, 2005. (в соавт. с Б. Н. Морозовым)
- Смута на Руси. Выбор пути. М.: АСТ-ПРЕСС, 2007.
- Первые Романовы. М.: Русское слово, 2000 и 2007. (в соавт. с А. А. Преображенским и Н. Ф. Демидовой)
- Первые русские правители. М.: Русское слово, 2007.
- Князья удельной Руси. М.: Русское слово, 2007.
- Московские великие князья: [для мл. и сред. шк. возраста]. — Рус. слово, 2008-01-01. — 119 с. — ISBN 978-5-9932-0124-5[10].
- Денежное обращение в России. Исторические очерки. Т. 1. (в соавт. с И. Н. Данилевским). М.: Интеркрим-Пресс, 2010.

### Статьи
- Морозова Л. Е. Православная церковь и национально-освободительная борьба русского народа в XVI-XVII вв. // Вопросы научного атеизма. Вып. 37. Православие в истории России / Редкол. В. И. Гараджа (отв. ред.) и др.; Акад. обществ. наук ЦК КПСС. Ин-т научного атеизма. — М.: Мысль, 1988. — С. 140—150. — 303 с. — 20 700 экз. — ISBN 5-244-00202-3.
- Морозова Л. Е. Борис Федорович Годунов. Вопросы истории. 1998. № 1. С. 59−81.